# جاشوا کلیتون
جاشوا کلیتون (به انگلیسی: Joshua Clayton) سناتور سابق عضو حزب فدرالیست (آمریکا) بود. وی در سال ۱۷۹۸ میلادی سناتور ایالت دلاویر در سنای ایالات متحده آمریکا بود.